# 密歇根瓦利 (堪薩斯州)
密歇根瓦利（英語：Michigan Valley）是位於美國堪薩斯州歐塞奇縣的一個非建制地區。

## 地理
密歇根瓦利所處的海拔為高於海平面327米（即1073英呎），而該地所採用的時區為UTC-6，即北美中部時區（CST）。同時該地設有夏令時間，為UTC-6調快一小時，即UTC-5（CDT）。